# Roșia de Secaș
Roșia de Secaș là một xã thuộc hạt Alba, România. Dân số thời điểm năm 2002 là 1699 người.